# Леса Армении

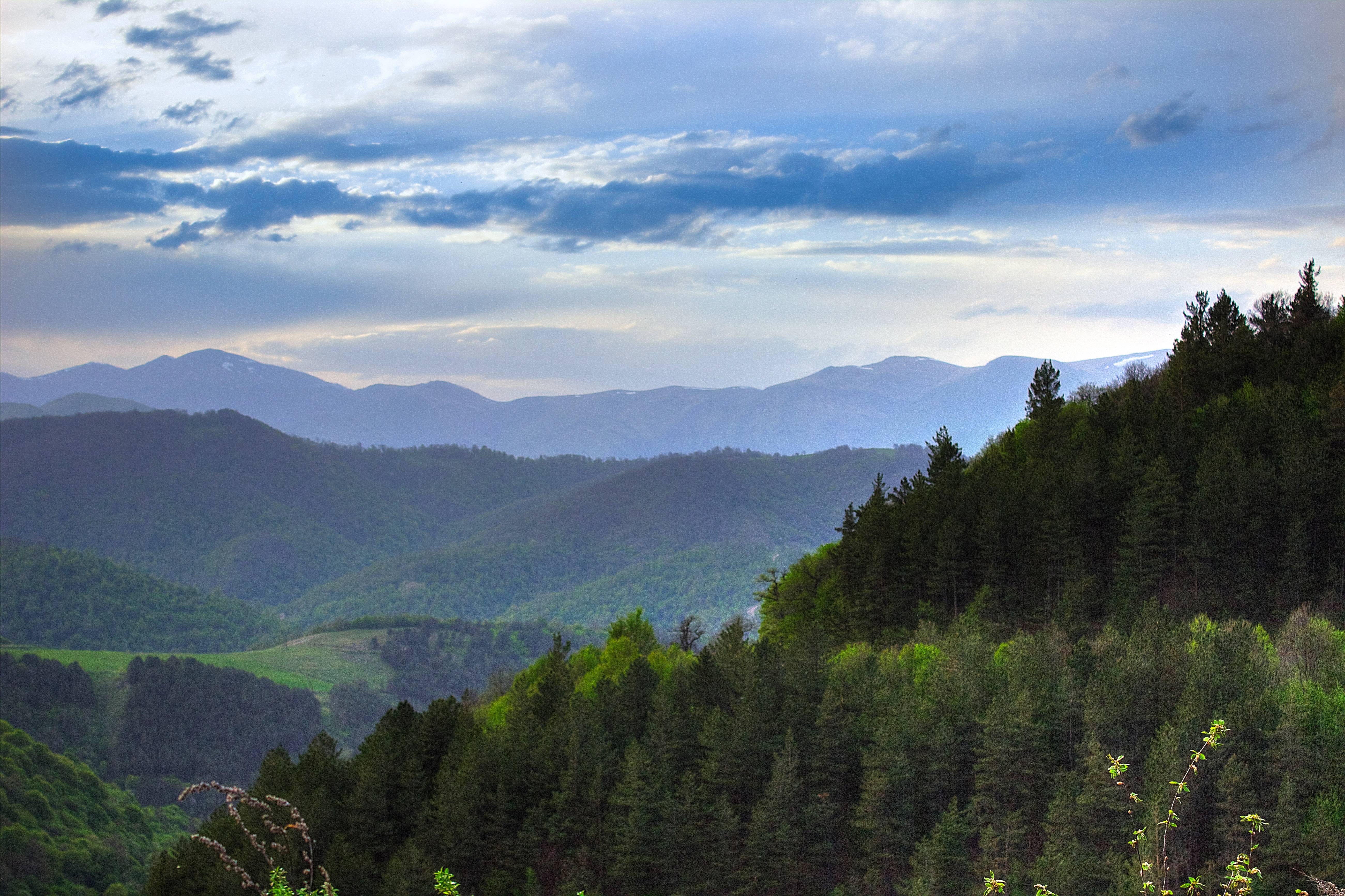
Леса области Тавуш, Дилижанский национальный парк

Дендрофлора Армении представлена 300 видами.
По информации комитета кадастра недвижимого имущества Республики Армения, по состоянию на 01.07.2018 лесные земли РА составили 334.0 тысяч га (3340 км²), из которых 86,6 % покрыто лесами.
Из них 62 % (2071 км²) расположено на северо-востоке республики (Тавушская и Лорийская области), 36 % (1203 км²) — на юго-востоке (Сюникская область). На центральные районы приходится всего 2 % (67 км²) лесов.

## Виды растительности

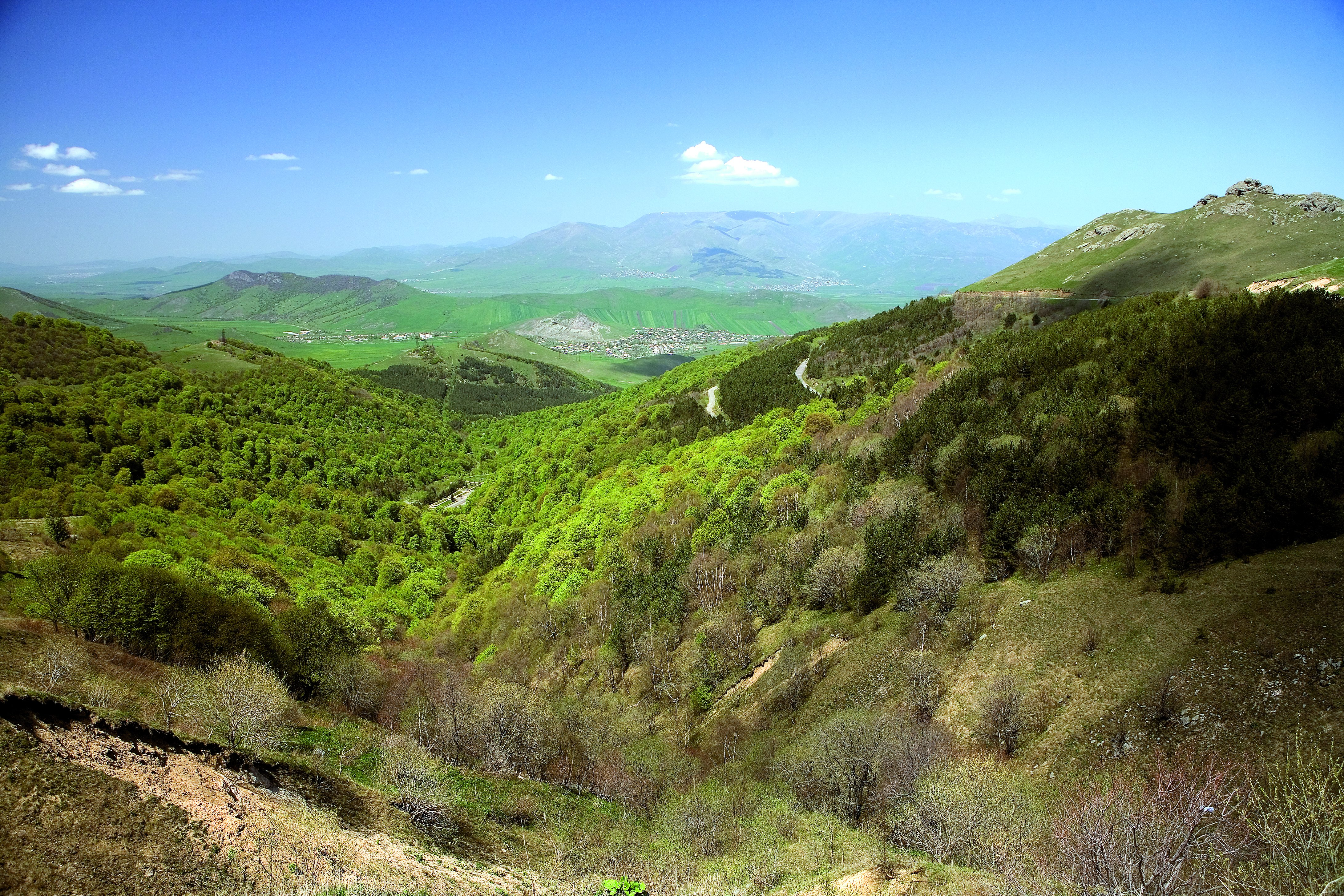
Лес на Пушкинском перевале, на Базумской горной цепи. Область Лори

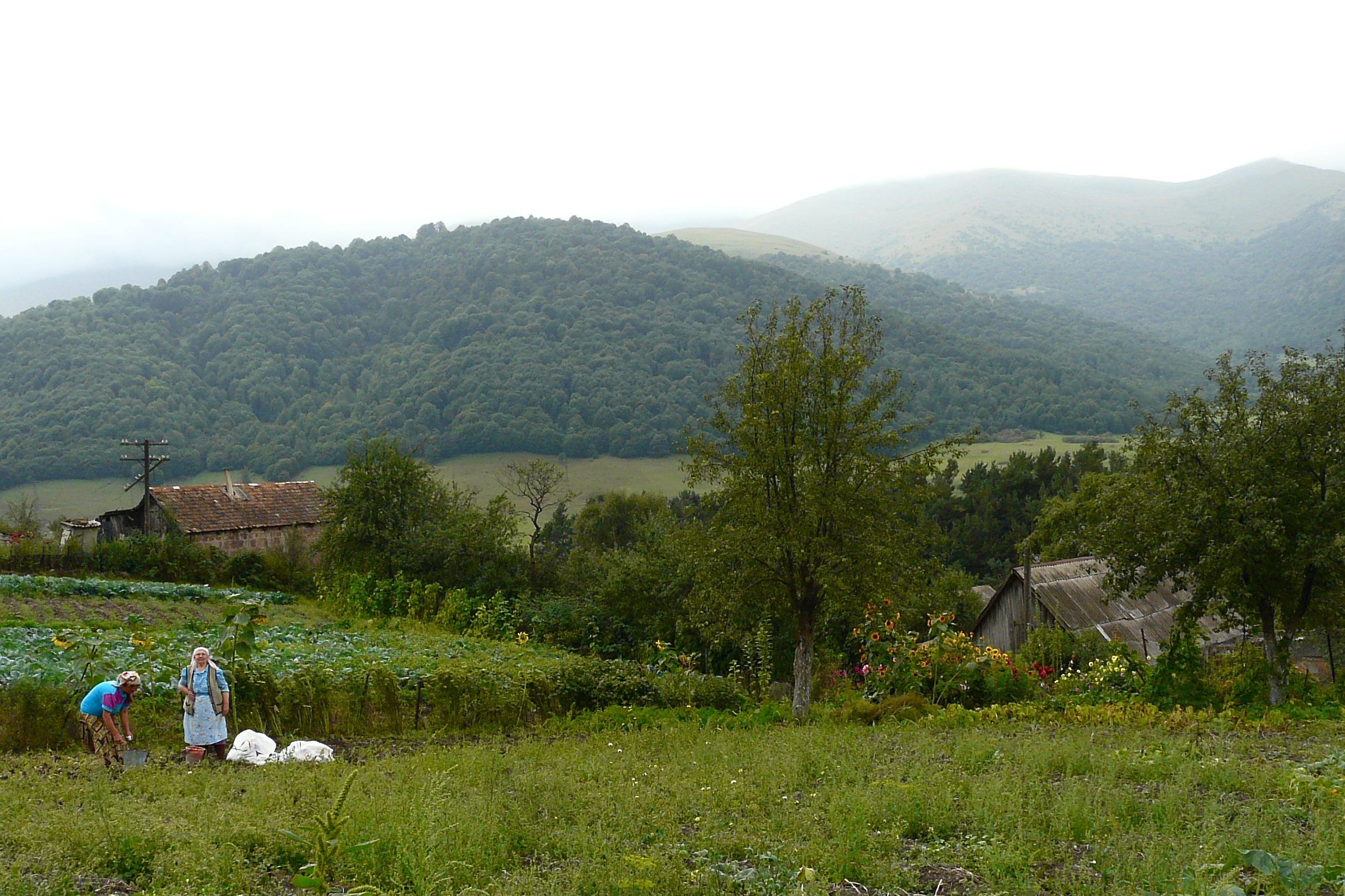
Лес на Памбакском хребте. Вид с Агстевской котловины, с села Фиолетово

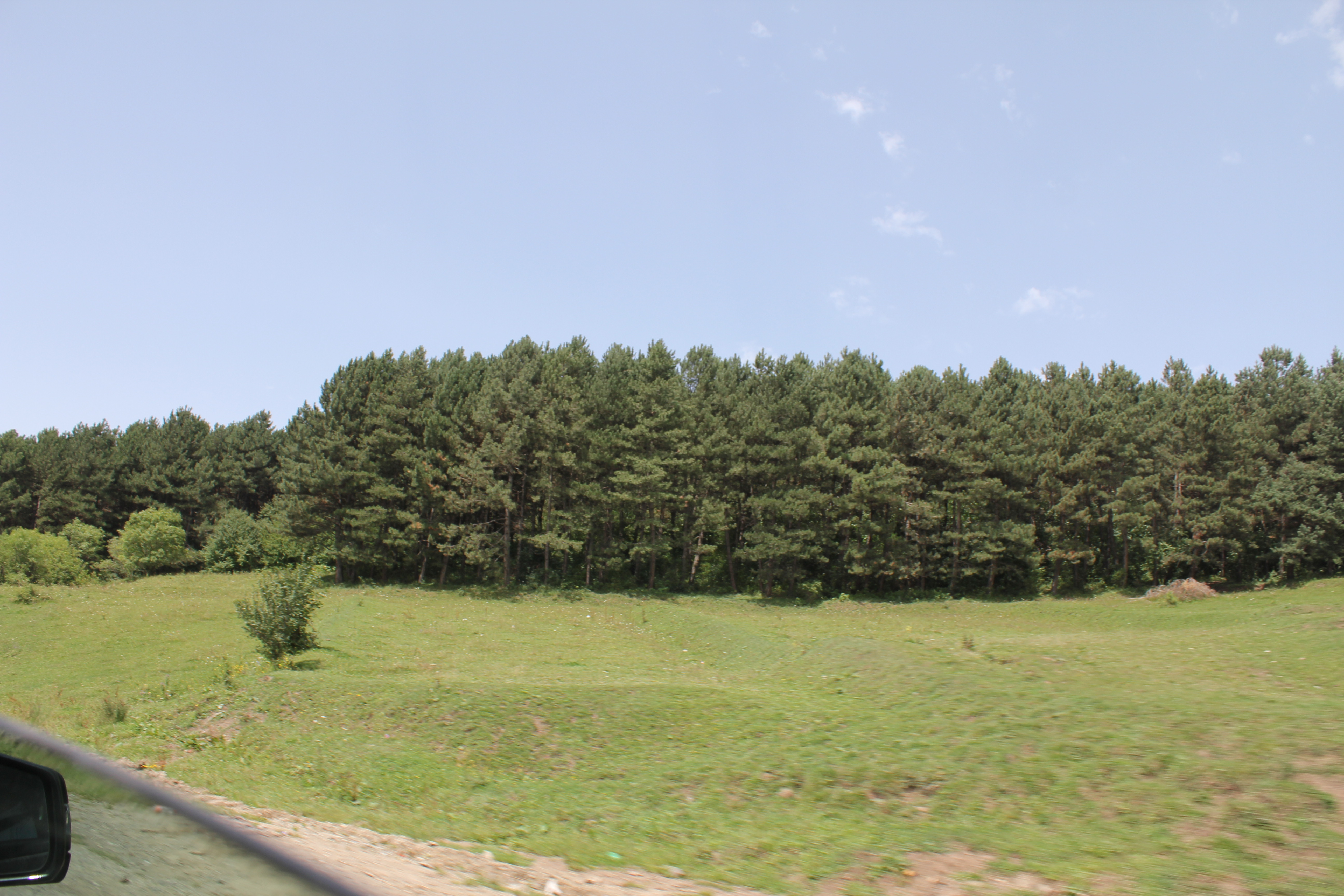
Сосновый лес близ озера Севан

В лесах Армении произрастает более 250 видов древесно-кустарниковых растений. Основными лесообразующими породами являются широколиственные деревья, которые занимают 81,3 % площади лесов. Это деревья родов дуб, бук и граб. Около 8 % площади лесов занимает сосна:
- Дуб грузинский (Quercus iberica)
- Дуб крупнопыльниковый (Quercus macranthera)
- Дуб заражённый (Quercus infectoria)
- Дуб араксинский (Quercus araxina)
- Дуб иберийский (Quercus iberica)
- Дуб лузитанский Буасье (Quercus infectoria boissieri)
- Дуб черешчатый ножкоцветный (Quercus robur pedunculiflora)
- Дуб крупночашечный (Quercus macrocalyx)
- Бук восточный (Fagus orientalis)
- Граб кавказский (Carpinus caucasia)
- Граб восточный (Carpinus orientalis)
- Сосна Банкса (Pinus banksiana)
- Сосна Коха (Рinus kochiana)
- Другие виды дуба, бука, граба и сосны.

Кроме них, в лесах Армении произрастают следующие виды деревьев:
- Тис ягодный (Taxus baccata)
- Можжевельник индийский (Juniperus indica)
- Можжевельник вонючий (Juniperus foetidissima)
- Платан восточный (Platanus orientalis)
- Держи-дерево (Paliurus spina-christi)
- Рябина айастанская (Sorbus hajastana)
- Рябина луристанская (Sorbus luristanica)
- Дзельква граболистная (Zelkova carpinifolia)
- Клён полевой (Acer campestre)
- Клён грузинский (Acer ibericum)
- Клён светлый (Acer laetum)
- Клён Траутветтера (Acer trautvetteri)
- Клён гирканский (Acer hyrcanum)
- Тополь остроплодный (Fraxinus oxycarpa)
- Евфратский тополь (Populus euphratica)
- Ясень обыкновенный (Fraxinus excelsior)
- Ива плакучая (Salix babylonica)
- Различные виды липы
- Различные виды пихты
- и др.

### Плодовые деревья
В лесах Армении часто встречаются следующие дикорастущие плодовые деревья:
- Груши:

- Груша зангезурская (Pyrus zangezura)
- Груша Тахтаджяна (Pyrus tachtadschiannae)
- Груша кавказская (Pyrus communis subsp. caucasica)
- Груша Фёдорова (Pyrus fedorovii)
- Груша Тамамшяна (Pyrus tamamschianae)
- Груша Сосновского (Pyrus sosnovskyi)
- Груша айастанская (Pyrus hajastana)
- Груша сирийская (Pyrus syriaca)
- Груша Воронова (Pyrus voronovii)
- Pyrus theodorovii
- Pyrus raddeana
- Pyrus oxyprion
- Pyrus nutans
- Pyrus medvedevii
- Pyrus elata
- Pyrus complexa
- Pyrus browiczii

- Грецкий орех (Juglans regia)
- Шелковица белая (Morus alba)
- Хурма обыкновенная (Diospyros lotus)
- Гранат обыкновенный (Punica granatum)
- Инжир (Ficus carica)
- Фисташка туполистная (Pistacia atlantica subsp. mutica)
- Яблоня
- Черешня
- Вишня
- Кизил
- Алыча[3][4][5][6]

## Лесной фонд
| Год  | Лесной фонд (тыс. га) | Из них покрыто лесом (%) |
| ---- | --------------------- | ------------------------ |
| 1998 | 459,9                 | 72,6                     |
| 1999 | 367,6                 | 77                       |
| 2000 | 450,3                 | 71,3                     |
| 2001 | 447,2                 | 72,6                     |
| 2002 | 452,6                 | 73,1                     |
| 2018 | 334,0                 | 86,6                     |

| Тип                         | Количество | Общая площадь, тыс. га |
| --------------------------- | ---------- | ---------------------- |
| Национальных паркa          | 4          | 233,5                  |
| Государственных заповедника | 3          | 35,5                   |
| Государственных заказника   | 27         | 114,1                  |

В декабре 2018 года правительство подтвердило своё обязательство увеличить лесную площадь Армении на 265 тыс. гектаров до 2050 года.
Анализ исторических данных показывает, что 3 тысячелетия назад лесные территории республики более чем в 3 раза превышали нынешние. В настоящее время, в связи с многолетней блокадой, энергетическим кризисом, почти сплошной вырубкой леса в ряде районов положение редких видов стало катастрофическим.
В 2018 году заготовлено 43 тысяч кубических метров древесины плотных пород, 892 кубических метра вырублено незаконно.
В 2018 году зафиксировано 58 пожаров, вследствие которых сгорело 239 га леса.